# Christina Beier
Christina Beier (* 9. Juni 1984 in Manila, Philippinen) ist eine ehemalige deutsche Eiskunstläuferin.

## Biographie
Christina Beier wurde als Tochter einer philippinischen Mutter und eines deutschen Vaters in Manila geboren. Die Mutter verließ Mann und Kinder. Vater Siegfried Beier kehrte kurz nach dem Mauerfall mit den Kindern nach Deutschland zurück. So kam Christina im Alter von 6 Jahren nach Chemnitz. Nur zwei Monate nach der Rückkehr nach Deutschland starb Siegfried Beier bei einem Autounfall.
Christina Beier wuchs daraufhin bei Verwandten des Vaters auf, die in der Chemnitzer Eishalle arbeiteten. Hier begann sie auch mit dem Eiskunstlaufen und wurde Eistänzerin. Sie lief gemeinsam mit ihrem Bruder William Beier. Im Alter von 12 Jahren zog sie mit ihrem Bruder nach Dortmund, um dort bei Oleg Ryjkin Eistanzen zu trainieren, weil das in Chemnitz 1996 nicht mehr gefördert wurde. Sie starteten seitdem für den TSC Eintracht Dortmund.

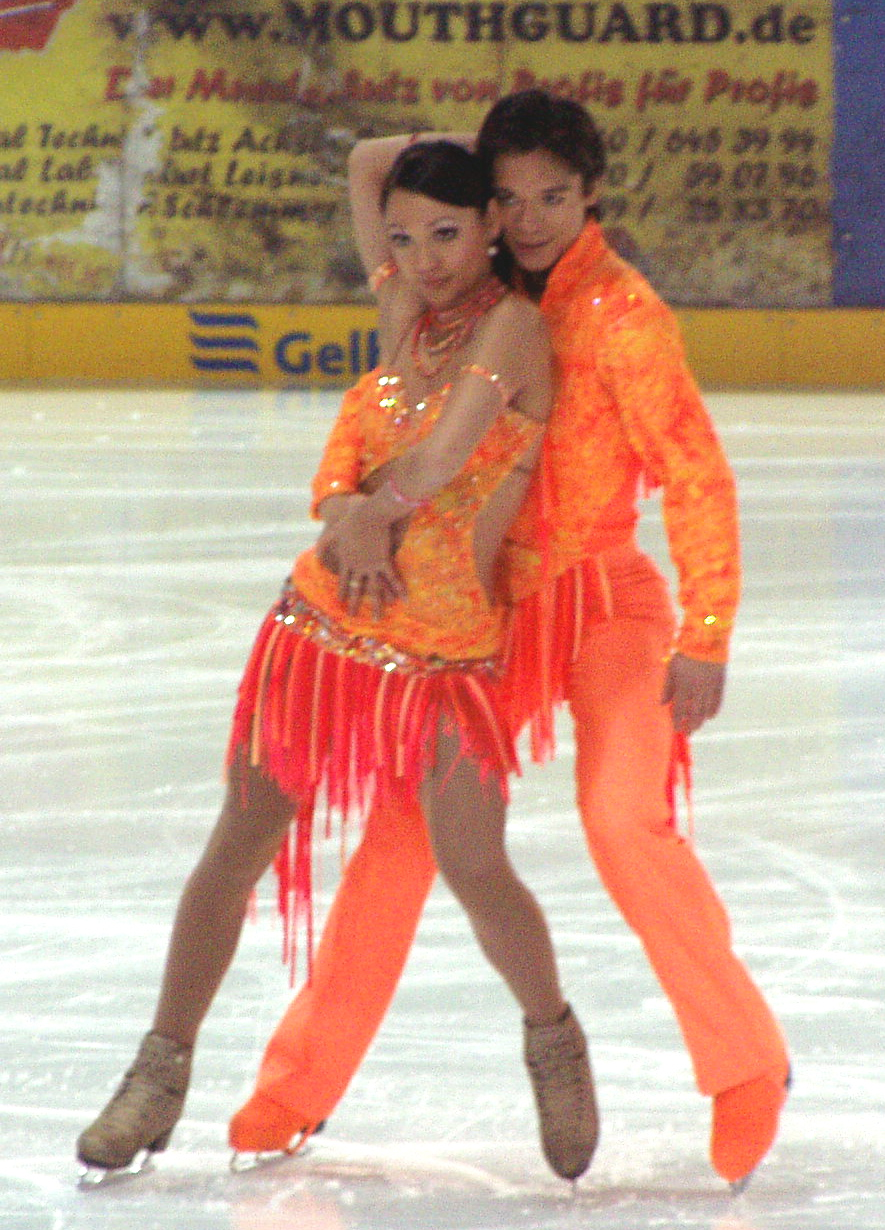
Christina und William Beier hier bei den Deutschen Meisterschaften 2006 in Berlin beim Originaltanz

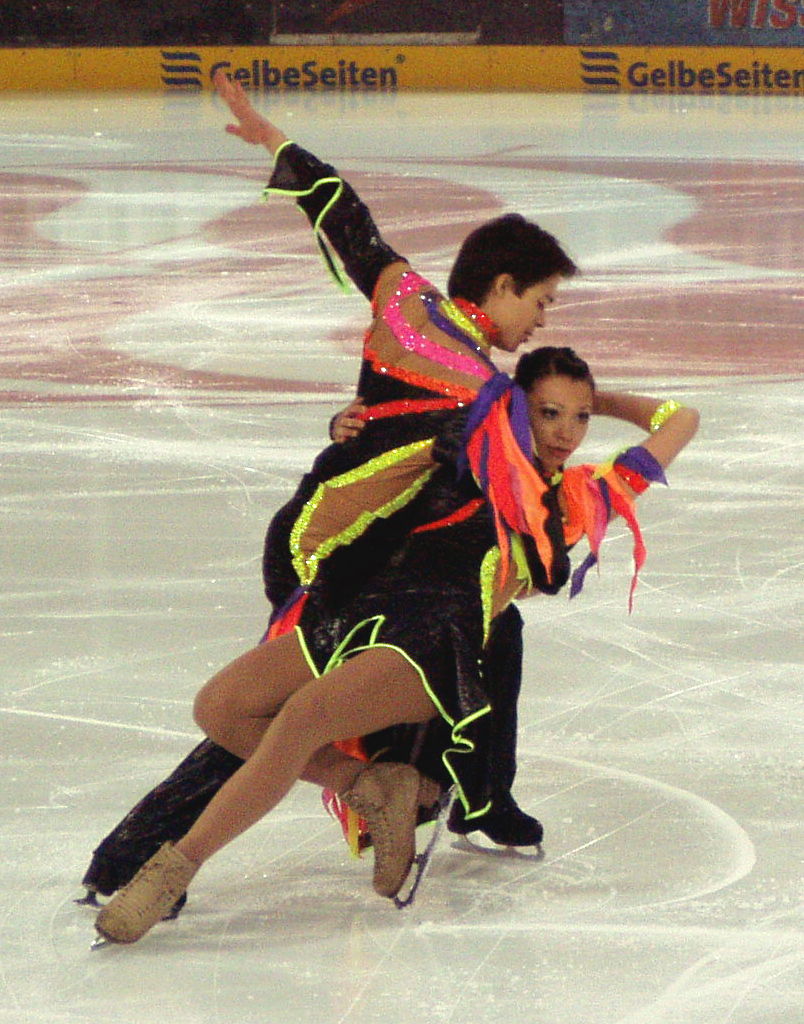
Christina und William Beier hier bei den Deutschen Meisterschaften 2006 in Berlin bei der Kür

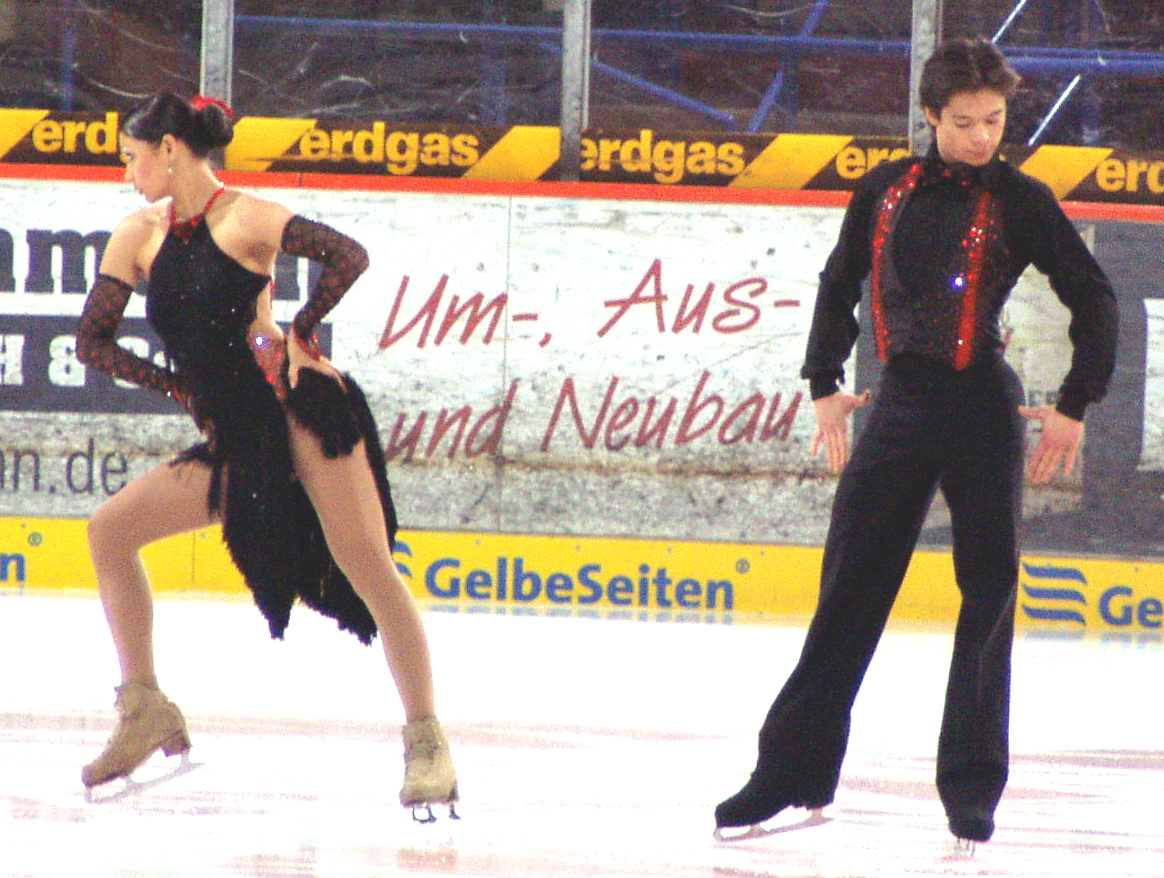
Christina und William Beier hier bei den Deutschen Meisterschaften 2006 in Berlin bei den Pflichttänzen

Im Jahr 2002 gewannen sie den ISU Junioren Grand Prix in Peking. Im Jahr 2003 wurde das Paar 5. der Juniorenweltmeisterschaften.
Im Jahr 2004 wechselten sie Trainer und Trainingsstätte und übten nun bei Martin Skotnický in Oberstdorf. Hierbei wurden sie auch von Kati Winkler unterstützt.
Im Jahr 2005 wurden sie als Paar Deutsche Meister im Eistanzen.
Christina Beier ist zurzeit Sportsoldatin bei der Bundeswehr.
Im Oktober 2005 wurden Christina und William Beier 3. bei der Nebelhorn-Trophy in Oberstdorf.   Sie wurden 2005 außerdem 6. bei Skate Amerika.
Für die Olympischen Spiele in Turin 2006 konnten sie sich mit dem 13. Platz bei der Europameisterschaft 2006 nicht qualifizieren.
2008 wurden sie nach Verletzungspause erneut Deutsche Meister im Eistanzen.
Christina und William trennten sich 2009. Sie lief in der Saison 2008/09 mit dem Junioreneistänzer Tim Giesen. Dieses Paar trennte sich jedoch am Ende der Saison und Christina trainierte nun wieder mit ihrem Bruder William.
Im August 2010 beendete das Paar seine Laufbahn (Knieprobleme von William).

## Erfolge/Ergebnisse
mit William Beier

### Olympische Spiele
- 2010 – 18. Rang – Vancouver

### Weltmeisterschaften
- 2005 – 20. Rang – Moskau
- 2006 – 13. Rang – Calgary

### Juniorenweltmeisterschaften
- 2000 – 15. Rang – Oberstdorf
- 2001 – nicht teilgenommen
- 2002 – 11. Rang – Hamar
- 2003 – 5. Rang – Ostrau

### Europameisterschaften
- 2004 – 16. Rang – Budapest
- 2005 – 15. Rang – Turin
- 2006 – 13. Rang – Lyon
- 2007 – nicht teilgenommen, verletzt
- 2008 – 15. Rang – Zagreb
- 2010 – 15. Rang – Tallinn

### Deutsche Meisterschaften
- 1998 – 1. Rang (Nachwuchs)
- 2001 – 1. Rang (Junioren)
- 2002 – 1. Rang (Junioren)
- 2004 – 2. Rang
- 2005 – 1. Rang
- 2006 – 1. Rang
- 2007 – nicht teilgenommen, verletzt
- 2008 – 1. Rang
- 2009 – 4. Rang (mit Tim Giesen)
- 2010 – 1. Rang

### Andere Wettbewerbe
- 2002 – 1. Rang – Junioren Grand Prix, Peking
- 2005 – 3. Rang – Nebelhorn Trophy, Oberstdorf
- 2007 – 2. Rang – Nebelhorn Trophy, Oberstdorf